# Филиппов, Иван Маркелович
Ива́н Марке́лович Фили́ппов (1905, Николаев, Херсонская губерния, Российская империя — 21 января 1963, Симферополь, Крымская АССР, Украинская ССР, СССР) — советский партийный и государственный деятель, занимавший должности председателя Николаевского, Днепропетровского, Измаильского и Крымского облисполкомов.

## Биография
Родился в 1905 году в городе Николаев Херсонской губернии в семье рабочего-котельщика судостроительного завода. Трудовую деятельность начал в 1917 году на Николаевском судостроительном заводе имени Марти учеником и подручным слесаря. В 1921 году вступил в РКСМ. Работал помощником машиниста железнодорожной станции Николаев, был секретарём комсомольской организации этой станции. Член ВКП(б) с 1925 года.
- 1926—1928 гг. — работал слесарем на железной дороге, был членом Николаевского окружного комитета ЛКСМ Украины.
- 1928—1930 гг. — проходил срочную службу в РККА. Окончил Курсы ЦК КП(б) Украины при Коммунистическом университете имени Артёма в Харькове.
- 1934—1937 гг. — председатель исполнительного комитета Цебриковского районного Совета (Одесская область).
- 1934—1937 гг. — председатель исполнительного комитета Новоодесского районного Совета (Одесская область).
- 1938—1940 гг. — председатель организационного комитета Президиума Верховного Совета Украинской ССР по Николаевской области.
- 1940—1944 гг. — председатель исполнительного комитета Николаевского областного Совета.
- 1941—1944 гг. — в распоряжении ЦК КП(б) Украины, в Оперативной группе Военного Совета Южного фронта, в Оперативной группе Военного Совета 3-го Украинского фронта.
- 1944—1947 гг. — первый секретарь Николаевского областного комитета КП(б) Украины.
- 1947—1952 гг. — председатель исполнительного комитета Днепропетровского областного Совета.
- 1952—1953 гг. — заместитель председателя исполнительного комитета Измаильского областного Совета.
- 1953—1954 гг. — председатель исполнительного комитета Измаильского областного Совета.
- 1956—1959 гг. — председатель исполнительного комитета Крымского областного Совета.

Депутат Верховного Совета СССР 2-4 созывов. Депутат Верховного Совета УССР 1 и 5 созывов. Был кандидатом в члены ЦК КП(б) Украины с 28 января 1949 года (избран XVI съездом КП(б)У) по 23 сентября 1952 года. Делегат XVIII съезда ВКП(б) (1939) и XXI съезда КПСС (1959).
Умер 22 января 1959 года в Симферополе.

## Награды
- орден Ленина (23.01.1948; за выдающиеся успехи в сельском хозяйстве и за перевыполнение планов основных сельскохозяйственных работ)
- орден Отечественной войны I степени
- медаль «За трудовую доблесть» (25.12.1959)
- другие медали